# Изергин, Михаил Иванович
Михаи́л Ива́нович Изерги́н (14 января 1891, Яранский уезд, Вятская губерния — 17 мая 1922, Советск, Вятская губерния) — революционер, организатор Советской власти в слободе Кукарке и Советском уезде.

## Биография
Родился в деревне Казанская (Гиблянка) Ильинской волости Яранского уезда в многодетной крестьянской семье (пять братьев: Михаил, Иван, Василий, Пётр, Леонид и четыре сестры: Елизавета, Клавдия, Анна и Александра). Отец, Иван Тимофеевич, работал у купца Чертищева. Мать, Парасковья Александровна, вместе с детьми занималась сельским хозяйством. Род Изергиных известен на Вятке с XVII века
Михаил окончил трёхклассное училище, летом был занят на полевых работах, зимой ремесленничал — чистил в мастерской валенки, шил шапки и фуфайки на продажу. Увлекался игрой на гармони.
В 1911 году был призван в армию, участник Первой мировой войны. С 1917 года революционер-большевик, в октябре 1917 года находился в Петрограде, участник революционных событий. В декабре того же года направлен для упрочения Советской власти в Кукарке и близлежащих волостях. Становится во главе Кукарского революционного комитета. В марте 1918 года — председатель Кукарского районного, затем уездного исполкома совета рабочих, крестьянских и солдатских депутатов. 9 августа 1918 года по инициативе Изергина Кукарка была преобразована в город и названа Советском.
С августа 1918 возглавлял партийную организацию уезда, с декабря 1918 года — уездный совнархоз. В апреле 1919 года ушёл на фронт воевать с Колчаком.
Умер от туберкулёза. Похоронен на площади Революции города Советск, на могиле установлен памятник.

## Память

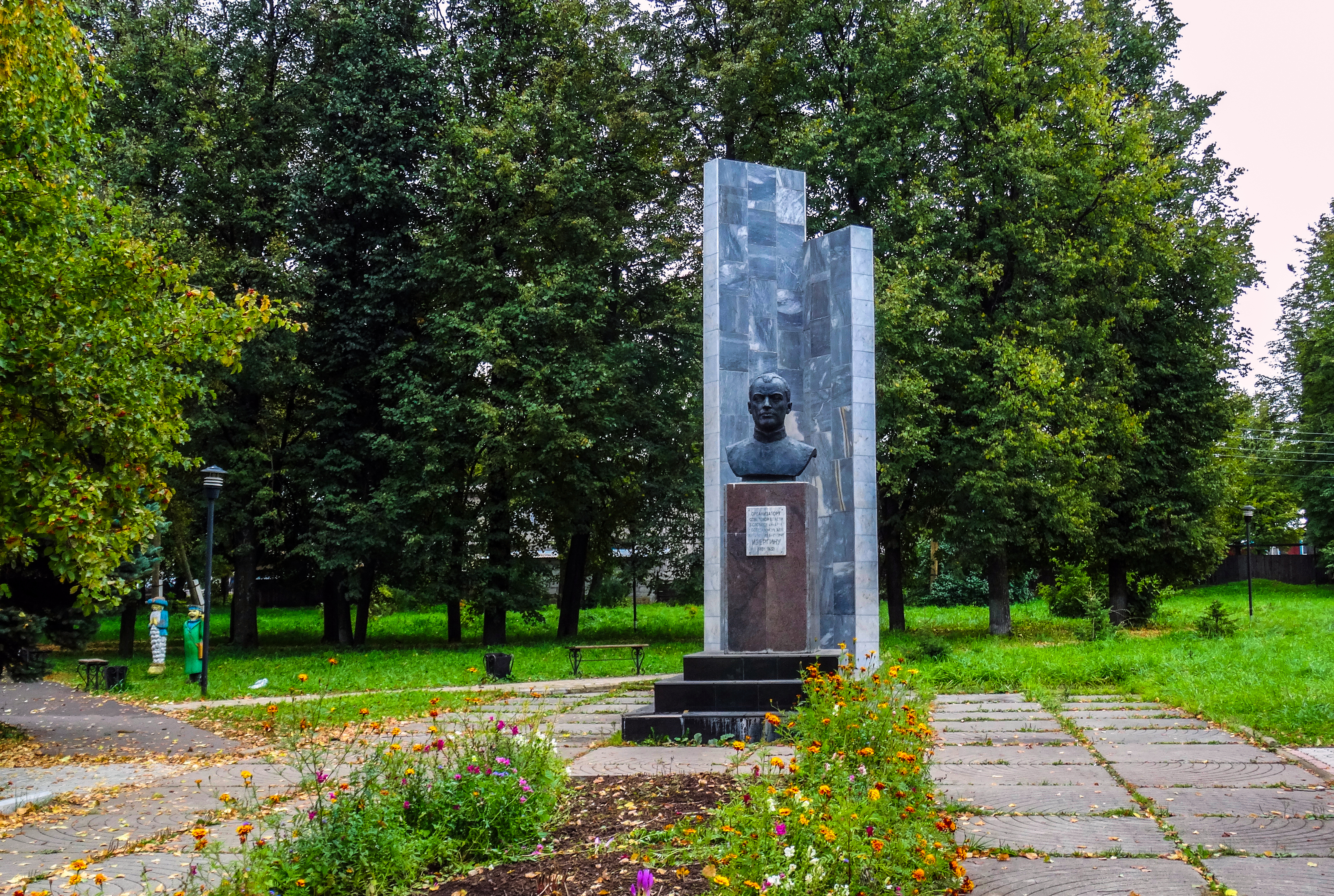
Могила и бюст М. И. Изергина

В Советске именем М. И. Изергина названа улица (бывшая Сутяжная).

## Комментарии
1. ↑  Деревня Казанская (Казанцево, Гиблянка), относившаяся к Ильинской волости в 1920-е годы — Советской волости Яранского уезда, не сохранилась; ныне — территория Советского района Кировской области[1].